# Chestnut Ridge (Nueva York)
Chestnut Ridge es una villa ubicada en el condado de Rockland en el estado estadounidense de Nueva York. En el año 2000 tenía una población de 7,829 habitantes y una densidad poblacional de 612 personas por km². Chestnut Ridge se encuentra ubicada dentro del pueblo de Ramapo.

## Geografía
Chestnut Ridge se encuentra ubicada en las coordenadas 41°4′55″N 74°3′5″O / 41.08194, -74.05139. Según la Oficina del Censo, la ciudad tiene un área total de 12,8 km² (4,9 mi²), de la cual 12,8 km² (4,9 mi²) es tierra y 0 km² (0 mi²) (0%) es agua.

## Demografía
Según la Oficina del Censo en 2000 los ingresos medios por hogar en la localidad eran de $86,468, y los ingresos medios por familia eran $95,551. Los hombres tenían unos ingresos medios de $57,420 frente a los $43,548 para las mujeres. La renta per cápita para la localidad era de $33,227. Alrededor del 3.5% de la población estaban por debajo del umbral de pobreza.

## Educación
El Distrito Escolar East Ramapo Central gestiona escuelas públicas.